# 포마레 2세

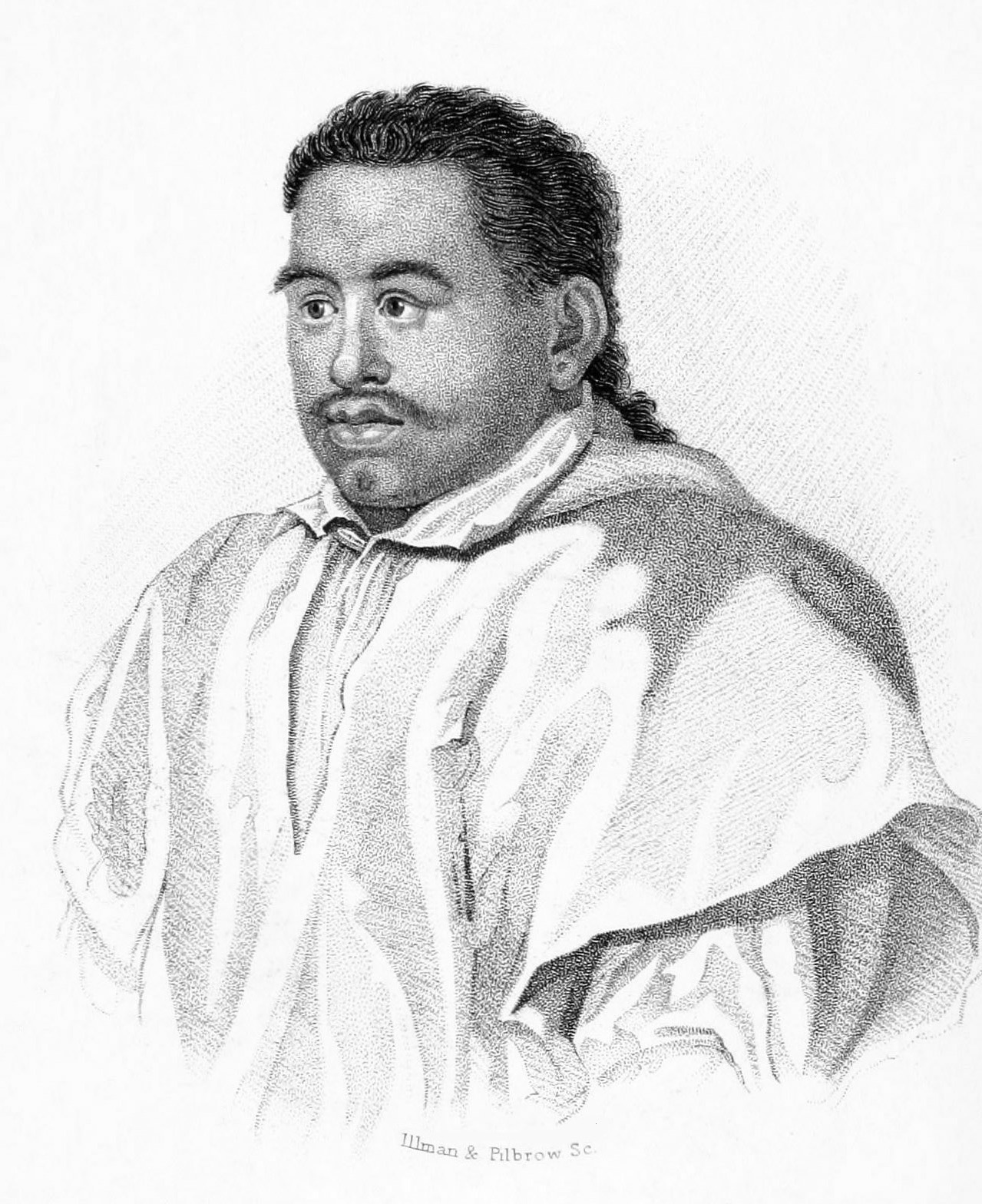

포마레 2세(Pōmare II, 1782년 경 – 1821년 12월 7일)는 1782년에서 1821년 사이에 타히티의 두 번째 왕이 되었다. 1791년 2월 13일 타라호이에서 아버지 포마레 1세에 의해 즉위했다. 1791년부터 1803년까지 섭정하에 통치했다.

## 생애
처음에는 후아히네의 통치자에 의해 최고 군주이자 아리이마로우라로 인정받았으나, 이후 타히티에서 쫓겨나 1808년 12월 22일 모레아로 피신했지만, 돌아와서 1815년 11월 11일 테페이피 전투에서 적을 물리쳤다. 그 후 그는 타히티, 모레아 및 그 종속 지역의 확실한 왕(테 아리'이-누이-오-타히티)으로 인정받았다.
1815년 11월 15일, 기독교 신의 이름으로 자신을 타히티와 모레아의 왕으로 선포했다.
포마레 2세는 그의 영역을 소사이어티제도(Society Islands) 외부로 확장했다. 투아모투스에 대한 아버지의 지배권을 물려받았고 1817년과 1821년에 서로 다른 지역 족장들 사이의 많은 갈등을 해결했다. 그러나 그의 가족의 통치는 투아모투스 군도의 동부와 중부 지역까지만 확장되었다. 1819년에 왕은 오스트랄 제도의 라이바바에(Raivavae)섬과 투부아이섬(Tubuai)을 명목상 소유하게 되었지만 통제권은 지역 추장에게 넘겨졌다.

## 죽음
포마레는 1821년 12월 7일 타히티 파페에테의 모투 우타(Motu Uta)에서 알코올 관련 원인으로 사망했다.
아들 포마레 3세(1821~1827년 재위)가 계승했다.